# Contra viento y marea (docurreality)
Contra viento y marea es un docurreality chileno, emitido en Canal 13 y conducido por Francisco Saavedra. Fue estrenado el 25 de septiembre de 2017.
Trata acerca de las diferentes historias y dificultades que tienen las personas en su camino para contraer matrimonio. En el programa, Saavedra acompaña, aconseja y ayuda a los protagonistas. 
Se emite en horario estelar. También se ha transmitido un resumen del programa, llamado Contra viento y marea: Lo Mejor.
El 1 de noviembre de 2020, se estrenó la cuarta temporada del programa, realizándose con todas las medidas sanitarias que exige la pandemia.
Su quinta temporada fue estrenada el día 7 de marzo de 2021, sin embargo se debieron cancelar las grabaciones de esta debido al avance de los casos de COVID-19 en Chile, siendo su último programa emitido el día 18 de abril.

## Episodios

### Temporada 1
1. Luisa y Cristian[6]
2. Ignacio y Nicole
3. Camila y Christopher
4. Karina y Manuel[7]
5. Yuciana y Alejandro
6. Valeska y Sergio
7. Camila y Felipe
8. Caren y Rubén
9. Javiera y Franco
10. Mabel y Richard, Yazmín y Álvaro.